# Jonas Enwall
Jonas Enwall, född 10 februari 1764 i Linköping, död 2 januari 1827 i Klockrike socken, Östergötlands län, var en svensk kyrkoherde i Klockrike socken.

## Biografi
Jonas Enwall föddes 1764 i Linköping. Han var son till djurgårdskarlen och timmermannen Anders Jönsson och Anna Jonsdotter. Enwall studerade i Linköping och blev höstterminen 1785 student vid Uppsala universitet, Uppsala. Han prästvigdes 29 november 1792 och tjänstgjorde som extra ordinarie hovpredikant 21 maj 1796. Enwall tog pastoralexamen 5 oktober 1796 och blev ordinarie kunglig hovpredikant och ledamot av hovkonsistorium 4 mars 1809. Han blev 10 maj 1810 kyrkoherde i Klockrike församling, tillträdde 1811 och blev prost 1 september 1813. Enwall blev 8 augusti 1821 kontraktsprost i Gullbergs och Bobergs kontrakt. Han avled 1827 i Klockrike socken. Stoftet efter Enwall fick inviga Klockrike nya kyrkogård.

### Familj
Enwall gifte sig 22 juli 1820 med Eva Christina Ekmark (1775–1842). Hon var dotter till kyrkoherden i Bankekinds socken. Eva Christina Ekmark hade tidigare varit gift med kyrkoherden Samuel Anton Mörtling i Hagebyhöga socken.